# Ruth Garland
Ruth Garland (* 10. September 1891 in Framingham, Massachusetts) war eine amerikanische Schauspielerin.

## Leben
Ruth Garland trat 1918 unter der Regie von George Henry Trader erstmals im Stück Her Honor, the Mayor am Fulton Theatre (heute Helen Hayes Theatre) am Broadway auf.
Sie arbeitete in den 1920er Jahren als Schauspielerin am Lakewood Theater in Madison (Maine). Sie war einige Jahre mit dem Schauspieler Robert Sparks verheiratet und trat mit ihm zwischen 1924 und 1929 in Theaterstücken im Lakewood auf. Ihre Tätigkeit in Madison wurde im Januar und Februar 1925 durch Garlands Auftritt in der Rolle der Marie Warner in dem Stück Out of Step von A. A. Kline im Hudson Theatre am Broadway unterbrochen. Von September 1928 bis Januar 1929 trat sie außerdem am Broadway im Maxine Elliott’s Theatre in der Rolle der Dolly Garrett in der Komödie This Thing Called Love von Edwin Burke auf. Von Juni 1930 bis Juni 1932 war sie für kleinere Rollen in Broadway-Inszenierungen von Lysistrata und Troilus und Cressida besetzt.
Ihre einzige Spielfilmrolle hatte sie 1938 als Laura Bennett, eine Nebenfigur in The Sisters (Drei Schwestern aus Montana).

## Filmografie
- 1938: Drei Schwestern aus Montana